# Anicet Adjamossi
Anicet Adjamossi (Porto-Novo, 15 de março de 1984) é um ex-futebolista beninense, que atuava como defensor.

## Carreira
Anicet Adjamossi representou o elenco da Seleção Beninense de Futebol no Campeonato Africano das Nações de 2008.